# Édouard-Émile Violet
Édouard-Émile Violet (8 de diciembre de 1880 – 4 de enero de 1955) fue un actor, director, guionista y productor cinematográfico de nacionalidad francesa. 
Nacido en Mâcon, Francia, su verdadero nombre era Émile Édouard Châne. Trabajó principalmente en las décadas de 1910 y 1920, retirándose del mundo cinematográfico tras la llegada del cine sonoro.
Édouard-Émile Violet se suicidó en Perpiñán, Francia, en 1955.

## Filmografía
Actor
- 1915 : Le Baiser de la sirène
- 1916 : Dernier amour, de Léonce Perret
- 1917 : Conscience de péones
- 1917 : Renoncement
- 1917 : Le Roman d’une phocéenne
- 1917 : L’Impossible aveu

Director
- 1916 : L’Héritier des Dagobert
- 1916 : Les Six petits cœurs des six petites filles
- 1916 : Fantaisie de milliardaire
- 1917 : Songe d’un mois d’été
- 1917 : La Grande vedette
- 1917 : Le Jupon
- 1917 : Rita
- 1917 : Lucien, Lucette
- 1917 : Lucien, son chien et sa belle-mère
- 1917 : Lucien est emballé
- 1918 : Ce bon Lucien
- 1918 : Lucien cherche un enfant
- 1918 : Lucien n’aime pas flirter
- 1918 : Lucien transfusé
- 1918 : Lucien cambriolé, cambrioleur
- 1918 : Serpentin a tort de suivre les femmes
- 1918 : La Nouvelle Aurore
- 1919 : La Main
- 1920 : Papillons
- 1920 : Li-Hang le cruel
- 1920 : Les Mains flétries
- 1920 : L'Accusateur
- 1921 : L'Épingle rouge
- 1921 : L'Auberge
- 1922 : La Ruse
- 1922 : Les Hommes nouveaux (codirigida con Émile-Bernard Donatien)
- 1923 : Le Voile du bonheur
- 1923 : La Bataille, con la actriz Gina Palerme
- 1925 : Le Roi du cirque

Ayudante de dirección
- 1933 : Ciboulette, de Claude Autant-Lara

Proyectos no cumplidos
- 1919 : Le Chêne foudroyé
- 1920 : Christmas
- 1922 : Bagatouni